# Дир Парк (Алабама)
Дир Парк (енгл. Deer Park) насељено је место без административног статуса у америчкој савезној држави Алабама.

## Демографија
По попису из 2010. године број становника је 188.
| Група             | 2000.    | 2010.       |
| Белци             | 0 (0,0%) | 60 (31,9%)  |
| Афроамериканци    | 0 (0,0%) | 125 (66,5%) |
| Азијати           | 0 (0,0%) | 0 (0,0%)    |
| Хиспаноамериканци | 0 (0,0%) | 3 (1,6%)    |
| Укупно            | 0        | 188         |